# Cistus ladanifer
Cistus ladanifer is een plant uit de zonneroosjesfamilie (Cistaceae). In het westen van het Middellandse Zeegebied en in het westen van de Alentejo van Portugal groeit deze plant op droge, rotsachtige plekken. Het aantal chromosomen is 2n = 18.
Het is een groenblijvende struik die tot 3 m hoog wordt. De bladeren zijn 4-10 cm lang, kleverig aan de bovenzijde en behaard aan de onderzijde. De bloemen zijn 5-10 cm breed. De bloemblaadjes zijn wit, maar hebben een bruinpaarse vlek aan de voet van het kroonblad. De plant bloeit in mei en juni.
De ronde vrucht is een zes- tot tienkleppige doosvrucht.

## Toepassing
Uit de hars van deze plant wordt labdanum gewonnen. Dit is een ingrediënt dat gebruikt wordt voor produceren van een parfum. Door stoomdestillatie van de hars kan de geur van amber worden nagebootst. 
|  |  |  |